# Messianisme
Onder messianisme valt in enge zin elke levensvisie waarbinnen een held in de toekomst een utopisch rijk zal stichten. De messias van het jodendom wordt gewoon "messias" genoemd. Verschillende andere grote godsdiensten hebben elk hun eigen messiansime. Zo is de Christus de messias van het christendom, de Mahdi die van de islam, de Maitreya die van het boeddhisme, de Kalkin die van het hindoeïsme en de Saoshyant die van het zoroastrisme. Het begrip messianisme wordt bij uitbreiding ook gebruikt voor het concept waar bepaalde politieke bewegingen zoals het marxisme en het religieus zionisme van uitgaan. Het religieuze aspect is hier vervangen door een bepaald wetenschappelijke of historische geloofsvorm.  
Het woord is ontleend aan het jodendom, waarbinnen de messias een leider is die in de toekomst een periode van vrede en welvarendheid gaat inluiden. 
Het begrip messianisme is als zodanig op verschillende manieren gedefinieerd door filosofen/geschiedkundigen als Józef Hoene-Wroński (die de hele wereldgeschiedenis in 3 episoden onderverdeelde waarin het messianisme steeds een heel andere functie had, met de Franse Revolutie als belangrijkste keerpunt), Moses Hess (die een mentor was van Karl Marx en het messianisme als basis voor de geschiedenisfilosofie zag met Baruch Spinoza als grondlegger van het eigentijdse messiasme) en Max Nordau, die het begrip vrijwel uitsluitend op het Jodendom betrok. Een van de navolgers van Nordau was Hermann Cohen, die het begrip meer met een toekomstige "politieke waarheid" in verband bracht.